# Planejamento financeiro
Planejamento financeiro (português brasileiro) ou Planeamento financeiro (português europeu) é uma ferramenta de administração financeira que consiste no processo de organização financeira realizado através do reconhecimento da situação financeira atual, junto com a determinação dos objetivos onde se quer chegar, e o estudo de possíveis caminhos a serem utilizados para alcançar esses objetivos.
O planejamento financeiro é usado para pessoas físicas e jurídicas, privadas e públicas.
No início dos anos 1970, foi criada uma organização nos Estados Unidos, hoje chamada Certified Financial Planner Board of Standards que estabeleceu o processo de planejamento financeiro pessoal, o planejamento financeiro para pessoa física, como sendo o ato de coletar informações relevantes, determinar objetivos, analisar os dados disponíveis (o que inclui a elaboração do fluxo de caixa e do orçamento pessoal), determinar as estratégias possíveis de serem utilizadas para alcançar os objetivos desejados, fazer a implementação e o acompanhamento constante da evolução das estratégias, e realizar ajustes nas estratégias sempre que necessário, principalmente quando for identificado um desvio de rota. O resultado deste trabalho é apresentado em um plano financeiro.
O planejamento financeiro proporciona direcionamento e significação às decisões financeiras, permitindo a visão global das finanças pessoais e a compreensão de como cada decisão financeira afeta outras áreas da vida financeira, ajudando assim a pessoa que passa pelo processo de planejamento financeiro pessoal a ter consciência de seus atos e desenvolver a disciplina necessária para atingir seus objetivos.
A elaboração de um planejamento financeiro pessoal completo exige conhecimentos sobre investimentos financeiros, gestão de riscos, seguros, previdência, tributação, sucessão, ética e planejamento financeiro.
O Insper, Instituto de Ensino e Pesquisa, foi a primeira escola de negócios dentre as mais renomadas do Brasil, a oferecer um curso de educação executiva em planejamento financeiro.

## Plano financeiro
O plano financeiro é o resultado final do trabalho de planejamento financeiro, nele são apresentadas todas as informações relevantes levantadas durante todo o processo de planejamento financeiro, o fluxo de caixa, o orçamento e o balanço patrimonial elaborados para a análise dos dados, as estratégias desenvolvidas, e a agenda de implantação e revisões periódicas do plano.
O plano financeiro é a ferramenta que de fato permite acompanhar e mensurar a evolução do trabalho de planejamento financeiro ao longo do tempo e avaliar se a pessoa está ou não tendo sucesso na execução de seu planejamento financeiro.
O IBCPF promove anualmente um workshop com o intuito de proporcionar aos participantes a oportunidade de elaborar um plano financeiro completo, a partir de um estudo de caso fictício.